# عبد السلام عمر
عبد السلام عمر (22 يوليو 1993 ليبيا ليبيا - ) هو لاعب كرة قدم ليبي يلعب كمهاجم.

## روابط خارجية
- عبد السلام عمر على موقع ناشيونال فوتبول تيمز (الإنجليزية)
- عبد السلام عمر على موقع Soccerway.com (الإنجليزية)